# Ochlandriphaga
Ochlandriphaga is een geslacht van rechtvleugeligen uit de familie veldsprinkhanen (Acrididae). De wetenschappelijke naam van dit geslacht is voor het eerst geldig gepubliceerd in 1933 door Henry.

## Soorten
Het geslacht Ochlandriphaga  is monotypisch en omvat slechts de volgende soort:
- Ochlandriphaga xanthelytrana (Henry, 1933)